# 天宏宮
24°47′51″N 120°59′52″E / 24.797436°N 120.997912°E
天宏宮，又稱蔣公廟，是位於臺灣新竹市東區清大夜市的西王母（瑤池金母）廟，以配祀蔣中正聞名。

## 沿革
廟為座落於清大夜市的三層樓建築物，為啟德機械起重工程董事長胡鵬飛建於1976年，以感謝瑤池金母。

## 祭祀

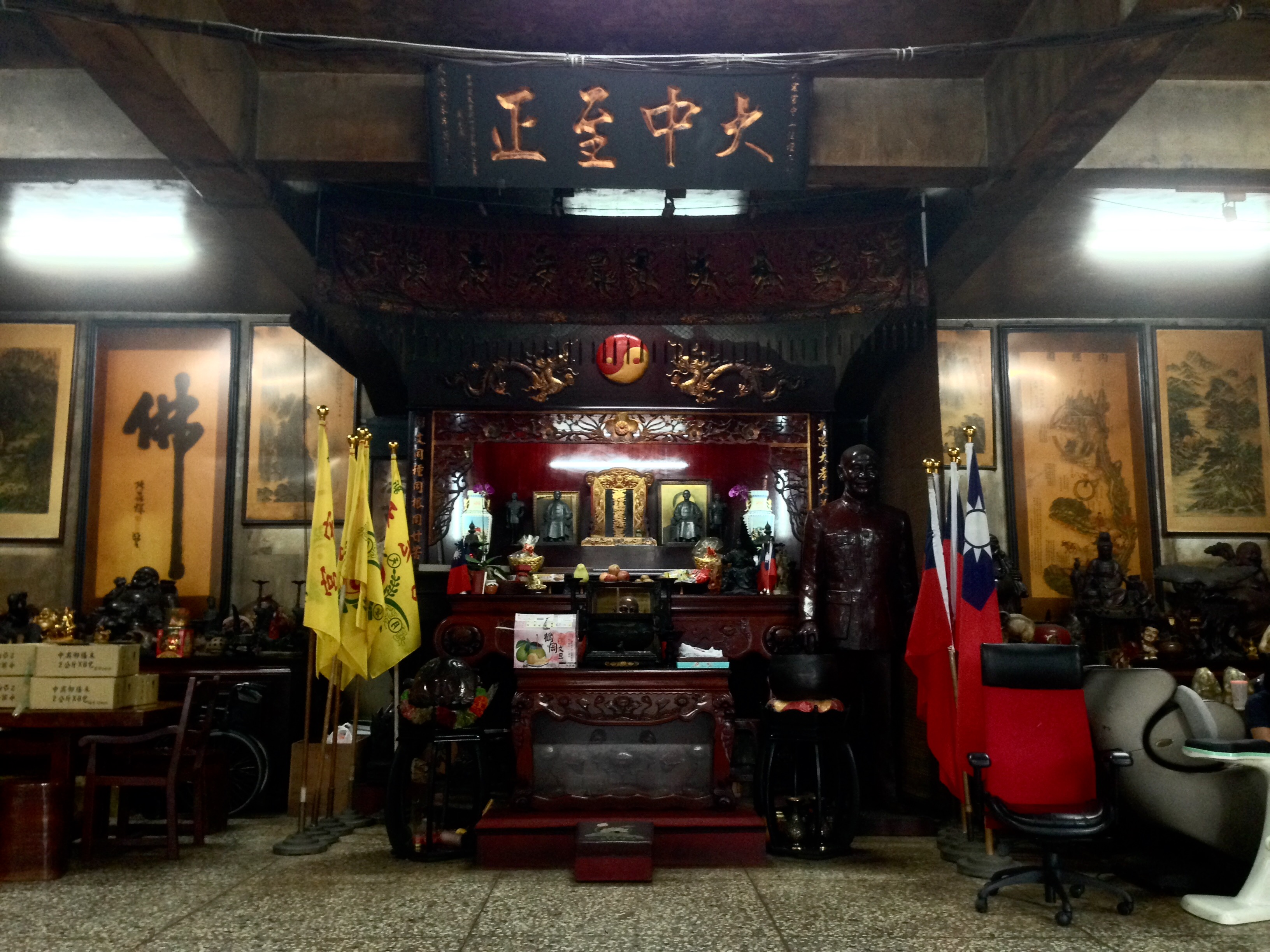
一樓殿內還供奉「中華民族護國忠靈暨革命先烈」神位，左右兩邊則擺放張自忠等抗日名將的遺照。

原先主祀瑤池金母，後因胡鵬飛在金門的遭遇，開始供奉蔣中正。一樓供奉蔣中正銅像與抗日將領；二樓供奉玉皇大帝與觀音菩薩；三樓供奉胡鵬飛篤信的瑤池金母。

### 建廟原由
1990年，胡鵬飛到金門上林李將軍廟弘法，被廟內一尊半身、破損的蔣中正銅像給吸引。該像遭一名酒醉的士官長用步槍射破腹部，頸部還有刺刀猛刺痕跡，部隊因而將這尊銅像藏於廟內。他認為「先總統怎能藏於昏暗的廟內倉庫」，得到廟方同意後，當下就將銅像迎回台灣供奉。
榮民與眷屬們在蔣公誕辰紀念日、蔣公逝世紀念日、台灣光復節都會按時來廟祭拜，因此有「蔣公廟」之稱。

民進黨陳水扁政府執政以後，2007年去蔣化運動興起，各縣市首長推動撤除蔣中正銅像；胡鵬飛遂購回不少銅像，供奉在天宏宮及竹科廠區內。

廟內供奉的蔣中正銅像最多超過二百尊，之後軍方及桃園大溪蔣公銅像公園陸續索討，他都贈送。

### 類型
此廟屬於會靈山的靈乩廟宇。臺大人類學研究所林碧珠以此廟寫成碩士論著〈靈乩觀點與信仰實踐：新竹天宏宮道統宏揚的現象分析〉，乃會靈山單一宮廟為研究開端論文。

文中有許多剖析靈乩通靈時所使用的政治觀念，如道統觀與老水還潮（道統由印度的佛家回歸中國人）等，
揭示了靈乩在中國國民黨黨國教育下，如何將信仰深根立基的實踐理路。

### 爭議
蔣氏在臺灣民間的評價有很大的爭議，天宏宮因為祭拜蔣氏，也遭憤怒民眾潑漆示威，胡鵬飛說：「你有厭惡他、毀損他的自由，為何要阻止別人尊敬他的權力？」

很多人問他為何拜蔣氏？他用臺灣閩南語答：「我是外省人，拜蔣公，也拜關公、上帝公、土地公！」 又說「我不是國民黨，是感念蔣公帶著國軍來臺，在北伐、抗日時帶領這個國家，不然中華民國早就亡國了。」